# رماية

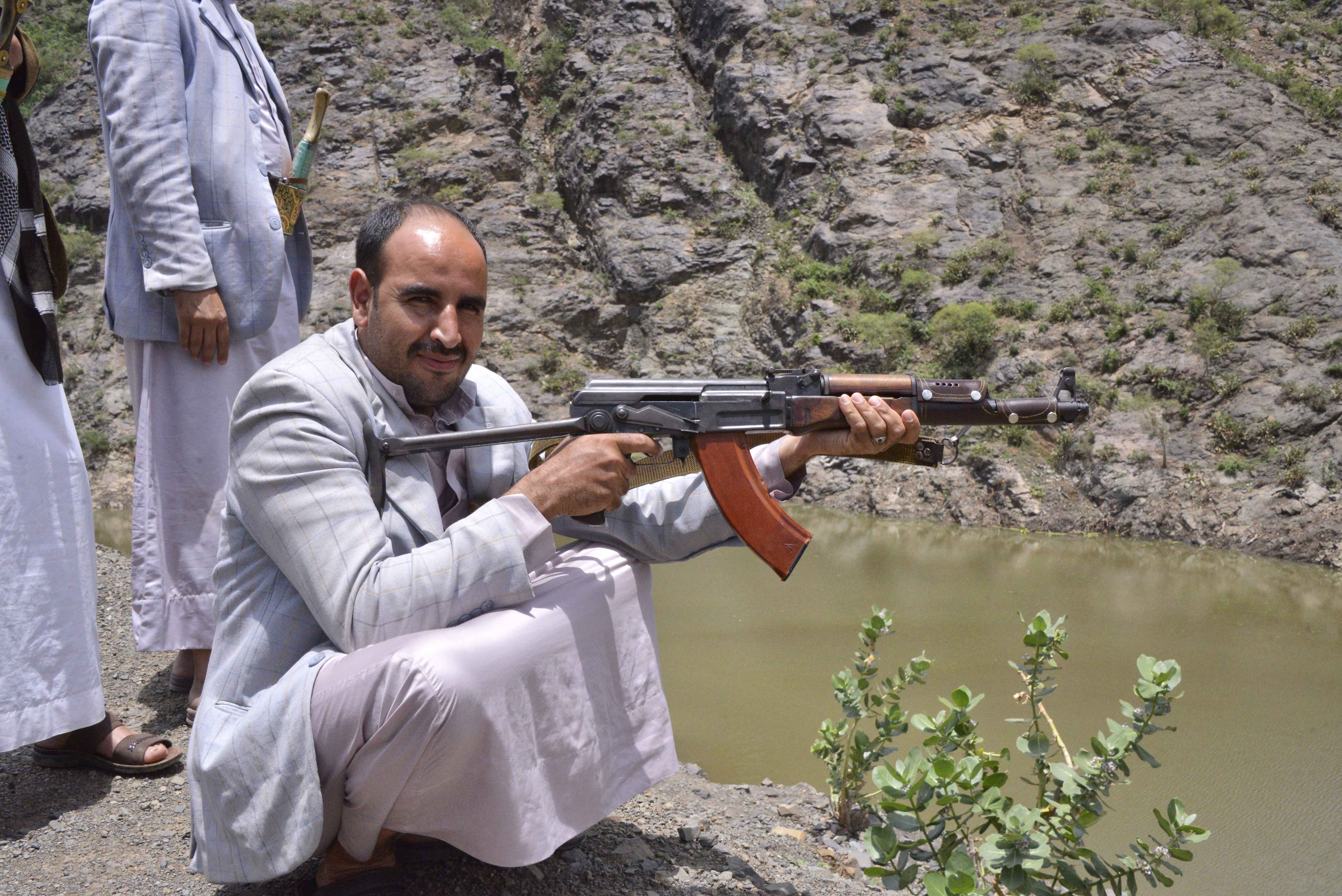

الشعار الأوليمبي لرياضة الرماية.

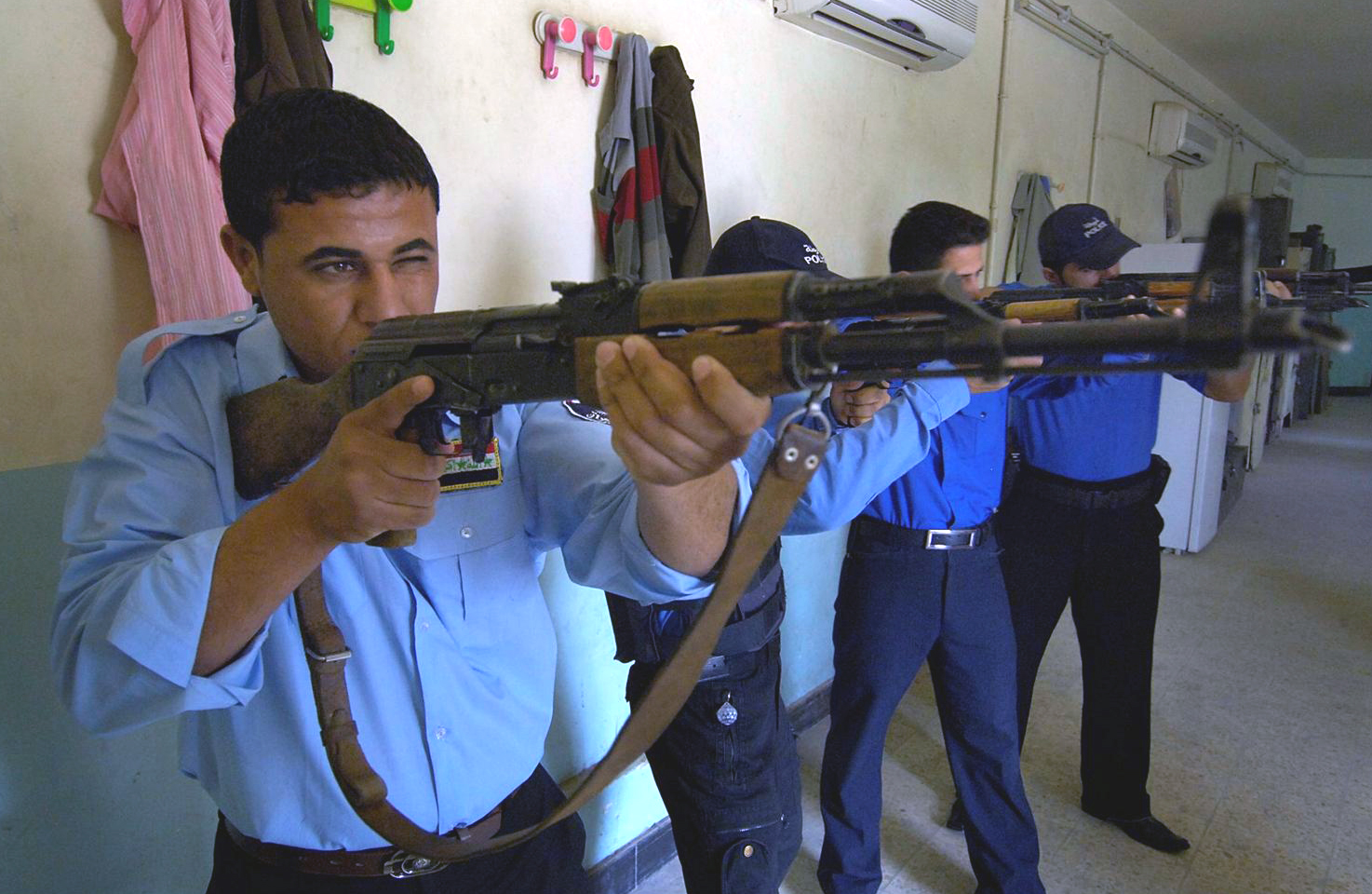
أفراد الشرطة العراقية يتمرنون على الرماية

الرماية هي رياضة تعنى بالتصويب إلى هدف. يمكن تعريفه أيضًا على أنه فن استخدام الأسلحة بعيدة المدى، وأساسًا الأسلحة الصغيرة (مثل البنادق والمسدسات) والقِسِيّ.

## تاريخ الرماية
نشأت الرماية كوسيلة للبقاء حيث اصطياد الفريسة لغرض الطعام، لكن في القرن التاسع عشر, جعلت الثورة الصناعية البحث عن الطعام غير ضروري لناس كثيرين فتطورت الرماية كرياضة وخصوصاً في البلاد المتحدثة باللغة الإنجليزية مثل إنجلترا والولايات المتحدة, وأيضاً ايرلندا وجنوب أفريقيا . شكلت في عام 1871 جمعية البندقية الوطنية في الولايات المتحدة الأمريكية والتي يعود الفضل إليها في تطوير الرماية كشكل من أشكال الرياضات المنظمة في الولايات المتحدة.

## أنواعها
- الرماية : الرماية بالبندقية والمسدس، رياضة ولدت، عندما اكتشف الإنسان البارود المتفجر والأسلحة النارية، مارسها الإنسان لاكتساب مهارة في التصويب ويستخدمها للدفاع أو الهجوم أو الصيد.

وعلى الرغم من التقدم العلمي والتكنولوجيا واكتشاف الإنسان أسلحة تدميرية هائلة وقدرة في التصويب منقطعة النظير، فإن الأسلحة الفردية الخفيفة لم تفقد أهميتها وخاصة في حروب المدن والمناطق الوعرة حيث يصبح القنص سيد الموقف.
لم تستعمل الرماية كرياضة تنافسية فقط وإنما استعملت كمنافسة شخصية لها أهداف عديدة ومنها المبارزة الفردية بين شخصين والتي كانت تؤدي في أغلب الأحيان إلى موت أحد المتنافسين، لذلك حاربها الحكام والملوك وخاصة في بريطانيا، وأصدروا قوانين كثيرة لمنع الرماية من الانتشار بين أفراد الشعب، وأصدروا الأوامر لمنع الأفراد عن التدريب على هذه المهارة.
لم تمارس هذه الرياضة قديماً أو حديثاً إلا من قبل النبلاء والأغنياء نظرا لارتفاع كلفتها المادية التي لا يستطيع الإنسان العادي أن يتحملها.
ومع ذلك فقد نمت هذه الرياضة وازدهرت في خلال العصر الحالي ودخلت في كثير من الدورات المحلية والإقليمية والدولية وأصبح لها بطولات متعددة ومسابقات مختلفة يمتحن فيها الصبر والدقة وقوة الأعصاب، ويمارسها حاليا الرجال والنساء وأنديتها منتشرة في كثير من بلدان العالم.
تألف اتحاد هذه اللعبة عام 1887، وصنفت في منهاج الألعاب الأولمبية الأولى في أثينا عام 1896، ونظمت بطولتها العالمية الأولى في فرنسا في مدينة ليون عام 1897.
وتتضمن مسابقات الرماية في الألعاب الأولمبية المسابقات التالية:
1. الرماية على الأهداف.
2. الرماية على الأطباق.

### الرماية على الأهداف
تضم خمس مسابقات هي :
1. الرماية بالمسدس الأولمبي السريع لمسافة 25 مترا.
2. الرماية بالبندقية عيار صغير بوضعية الانبطاح لمسافة 50 مترا. (60 طلقة 3×20) وزن البندقية لا يتجاوز 8 كلغ.
3. الرماية بالبندقية عيار صغير ثلاثة أوضاع (3×40) طلقة (40 طلقة) في وضعية الوقوف، (40 طلقة) وضع نصف الجثو، (40 طلقة) وضع الانبطاح.
4. الرماية بالبندقية على هدف متحرك (أرنب بري) لمسافة 50 مترا.
5. الرماية بالبندقية الحرة عيار 8 ملم، وزن البندقية لا يتجاوز 8 كلغ ثلاثة أوضاع (40×3).

### الرماية على الأطباق
وتضم مسابقتين هما:
1. الرماية من بندقية صيد حفرة أولمبية، الإطلاق الأوتوماتيكي 200 طبق.
2. بندقية صيد سكيت 200 طبق Skeet .

### المبارة الإنكليزية
في المباراة الإنكليزية تعطى ساعتان ونصف الساعة للمباراة في البندقية على أساس 60 طلقة 3×20 = 60، 10 طلقات تجربة.
في المسدس : تعطى ثلاث ساعات مع 60 طلقة (3×20) 15 طلقة تجربة.

### بطولة العالم
- مسابقات الرجال :

1. بندقية حرة لمسافة 300 متر ثلاثة أوضاع: وقوف 40 طلقة، نصف جثو 40 طلقة، انبطاح 40 طلقة (3×40) المجموع 120 طلقة.
2. بندقية عيار كبير لمسافة 300 متر ثلاثة أوضاع (3×20) المجموع 60 طلقة.
3. بندقية قياس صغير لمسافة 50 مترا (مباراة إنكليزية).
4. بندقية قياس صغير لمسافة 50 مترا ثلاثة أوضاع (3×40) المجموع 120طلقة.
5. بندقية مضغوطة لمسافة 10 أمتار وضعية الوقوف.
6. مسدس حر لمسافة 50 مترا.
7. مسدس إطلاق مركز لمسافة 25 مترا.
8. مسدس رماية سريع لمسافة 25 مترا.
9. مسدس قياس محدد لمسافة 25 مترا.
10. مسدس مضغوط لمسافة 10 أمتار.
11. بندقية صيد حفرة أولمبية إطلاق أوتوماتيكي 200 صحن.
12. بندقية صيد سكيت 200 صحن.
13. هدف متحرك على بعد 50 مترا(أرنب بري).

## الرماية وأهميتها الدينية
في الإسلام:
جاءت عدة نصوص تحث على تعلم الرماية منذ زمن الرسول محمد ﷺ حيث روي في المراجع:
- الحديث رواه البيهقي عن ابن عمر رضي الله عنهما عن النبي صلى الله عليه وسلم بلفظ: علموا أبناءكم السباحة والرمي و ركوب الخيل .
- ورواه الديلمي في مسند الفردوس، عن جابر عن النبي صلى الله عليه وسلم بلفظ: علموا بنيكم الرمي، فإنه نكاية العدو، وفي سنده عبد الله بن عبيدة أورده الذهبي في الضعفاء، وقال: ضعيف، ووثقه غير واحد، وفيه أيضاً منذر بن زياد، قال فيه الدارقطني: متروك، ورواه ابن منده في المعرفة، وأبو موسى في الذيل، والديلمي في مسند الفردوس عن بكر بن عبد الله بن الربيع الأنصاري عن النبي صلى الله عليه وسلم بلفظ: علموا أبناءكم السباحة والرماية، ونعم لهو المرأة في بيتها المغزل، وإذا دعاك أبواك فأجب أمك .

وفي سنده سليم بن عمرو الأنصاري، قال الذهبي في الميزان: روى عنه علي بن عياش خبراً باطلاً وساق هذا الحديث.
لكن تعلم الرماية جاء فيه أحاديث صحيحة تدل على شرعيته، وهو داخل في عموم قوله تعالى:﴿وَأَعِدُّوا لَهُمْ مَا اسْتَطَعْتُمْ مِنْ قُوَّةٍ وَمِنْ رِبَاطِ الْخَيْلِ تُرْهِبُونَ بِهِ عَدُوَّ اللَّهِ وَعَدُوَّكُمْ وَآخَرِينَ مِنْ دُونِهِمْ لَا تَعْلَمُونَهُمُ اللَّهُ يَعْلَمُهُمْ وَمَا تُنْفِقُوا مِنْ شَيْءٍ فِي سَبِيلِ اللَّهِ يُوَفَّ إِلَيْكُمْ وَأَنْتُمْ لَا تُظْلَمُونَ ۝٦٠﴾.
- ((عَنْ أَبِي عَلِيٍّ ثُمَامَةَ بْنِ شُفَيٍّ أَنَّهُ سَمِعَ عُقْبَةَ بْنَ عَامِرٍ يَقُولُا سَمِعْتُ رَسُولَ اللَّهِ صَلَّى اللَّهُ عَلَيْهِ وَسَلَّمَ وَهُوَ عَلَى الْمِنْبَرِ يَقُولُ وَأَعِدُّوا لَهُمْ مَا اسْتَطَعْتُمْ مِنْ قُوَّةٍ أَلَا إِنَّ الْقُوَّةَ الرَّمْيُ أَلَا إِنَّ الْقُوَّةَ الرَّمْيُ أَلَا إِنَّ الْقُوَّةَ الرَّمْيُ ))